# Gmina Spytkowice (Powiat Wadowicki)
Die Gmina Spytkowice ist eine Landgemeinde im Powiat Wadowicki der Woiwodschaft Kleinpolen in Polen. Ihr Sitz ist das gleichnamige Dorf mit etwa 3900 Einwohnern.

## Geographie

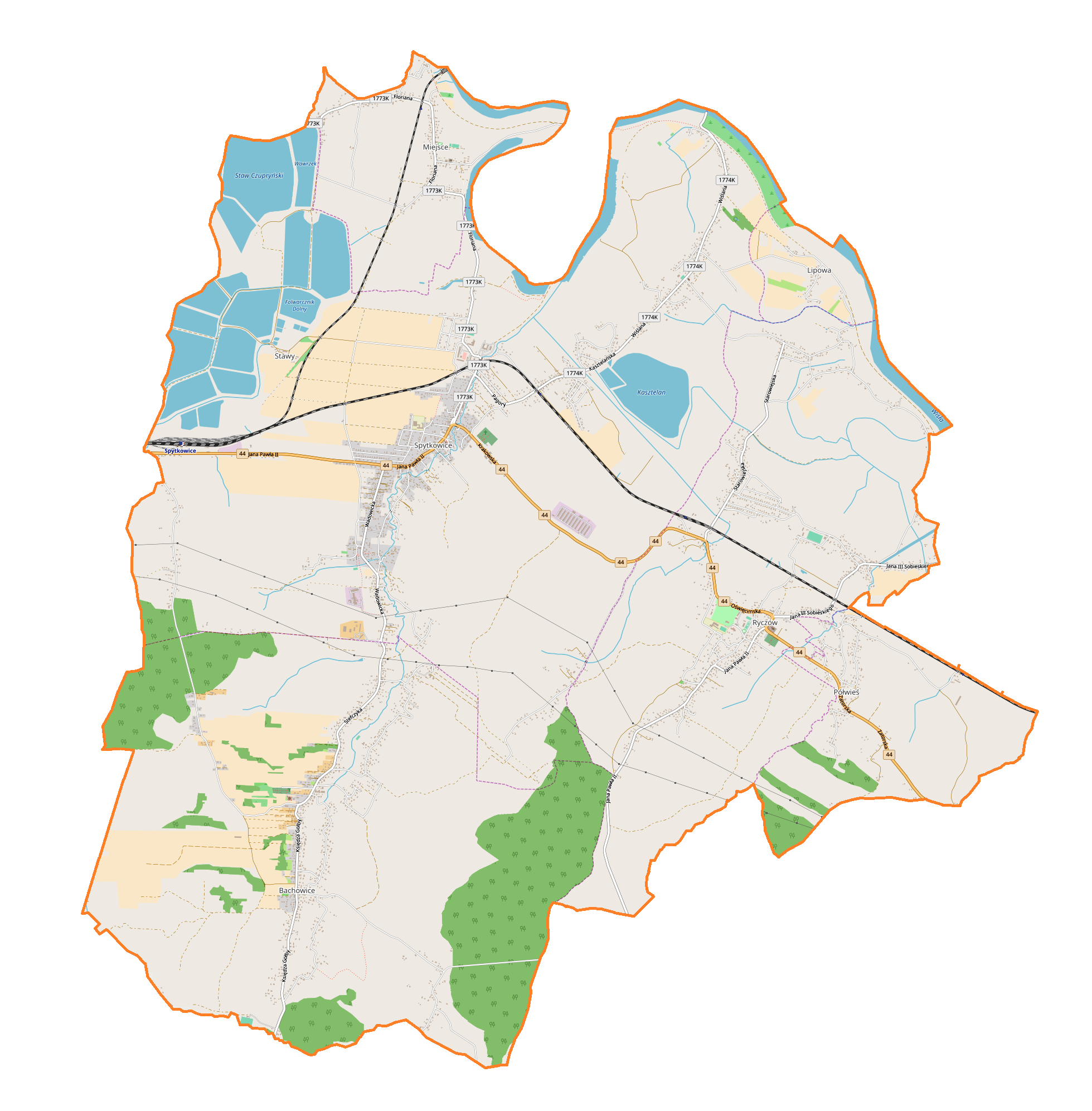
Karte der Landgemeinde

Das wichtigste Gewässer ist die Weichsel, an deren rechten Ufer ihr Hauptort liegt. Nachbargemeinden sind Alwernia, Brzeźnica, Czernichów, Tomice und Zator.

## Geschichte
Von 1975 bis 1998 gehörte die Gemeinde zur Woiwodschaft Bielsko-Biała.

## Gliederung
Zur Landgemeinde (gmina wiejska) Spytkowice gehören folgende sechs Ortsteile mit einem Schulzenamt:
Bachowice, Ryczów, Spytkowice, Miejsce, Lipowa und Półwieś.

## Verkehr
Durch die Gemeinde und ihren Hauptort verläuft die Staatsstraße DK 44, die Gliwice (Gleiwitz) über Oświęcim (Auschwitz) mit Krakau verbindet. Im Bahnhof Spytkowice kreuzt sich die Bahnstrecke Kraków–Oświęcim mit der Bahnstrecke Trzebinia–Skawce.

## Sehenswürdigkeiten
In die Denkmalliste der Woiwodschaft sind in der Gemeinde eingetragen:
- Burg in Spytkowice, aus der ersten Hälfte des 16. Jahrhunderts, im 17. Jahrhundert erweitert
- Kirche in Spytkowice, 1633 begonnen, im 17. und 18. Jahrhundert erweitert
- Herrenhaus in Ryczów von 1863, mit seinem Park aus dem 19. Jahrhundert

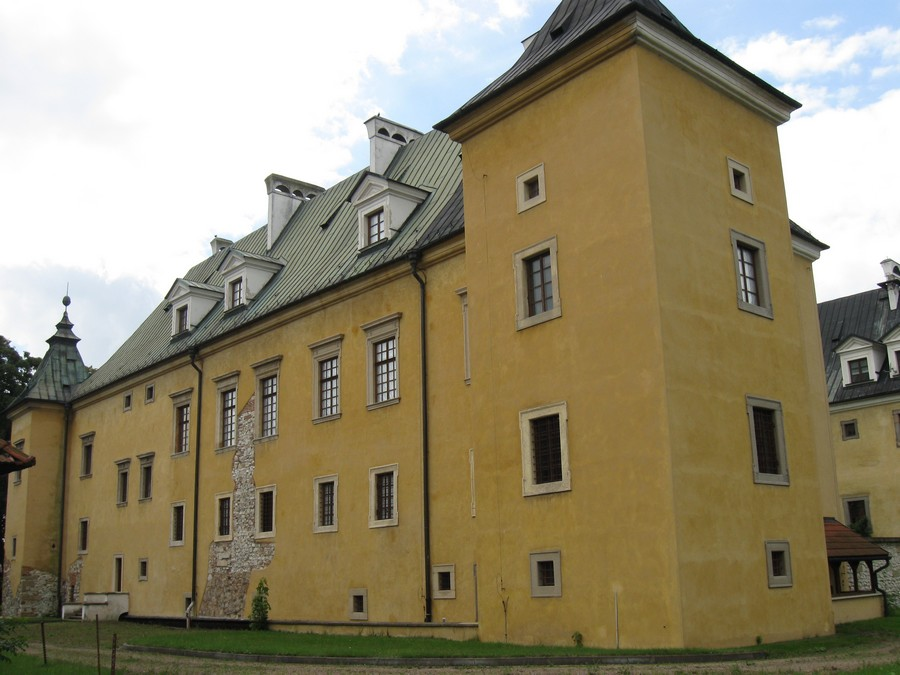
Burg in Spytkowice
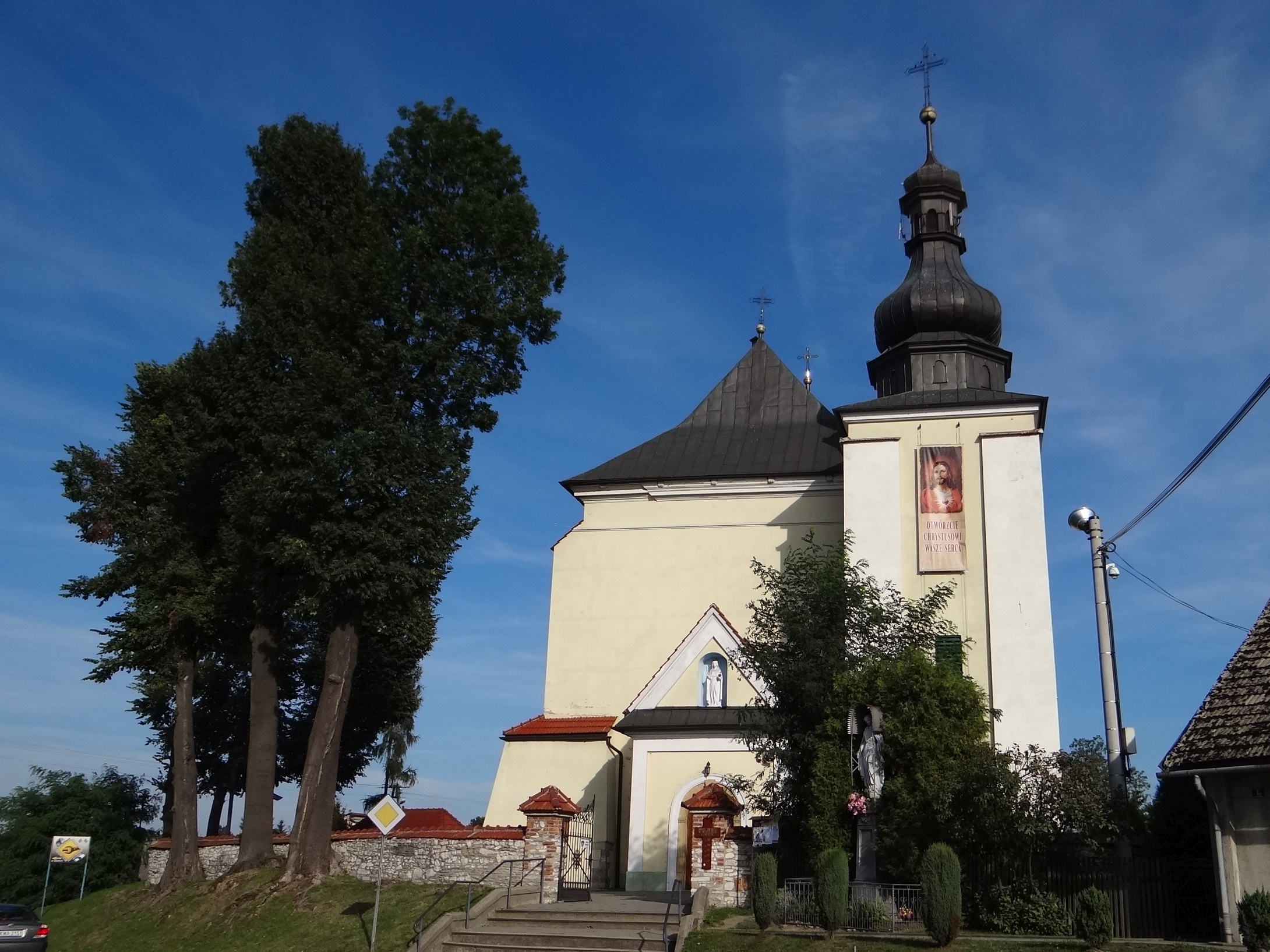
Kirche in Spytkowice
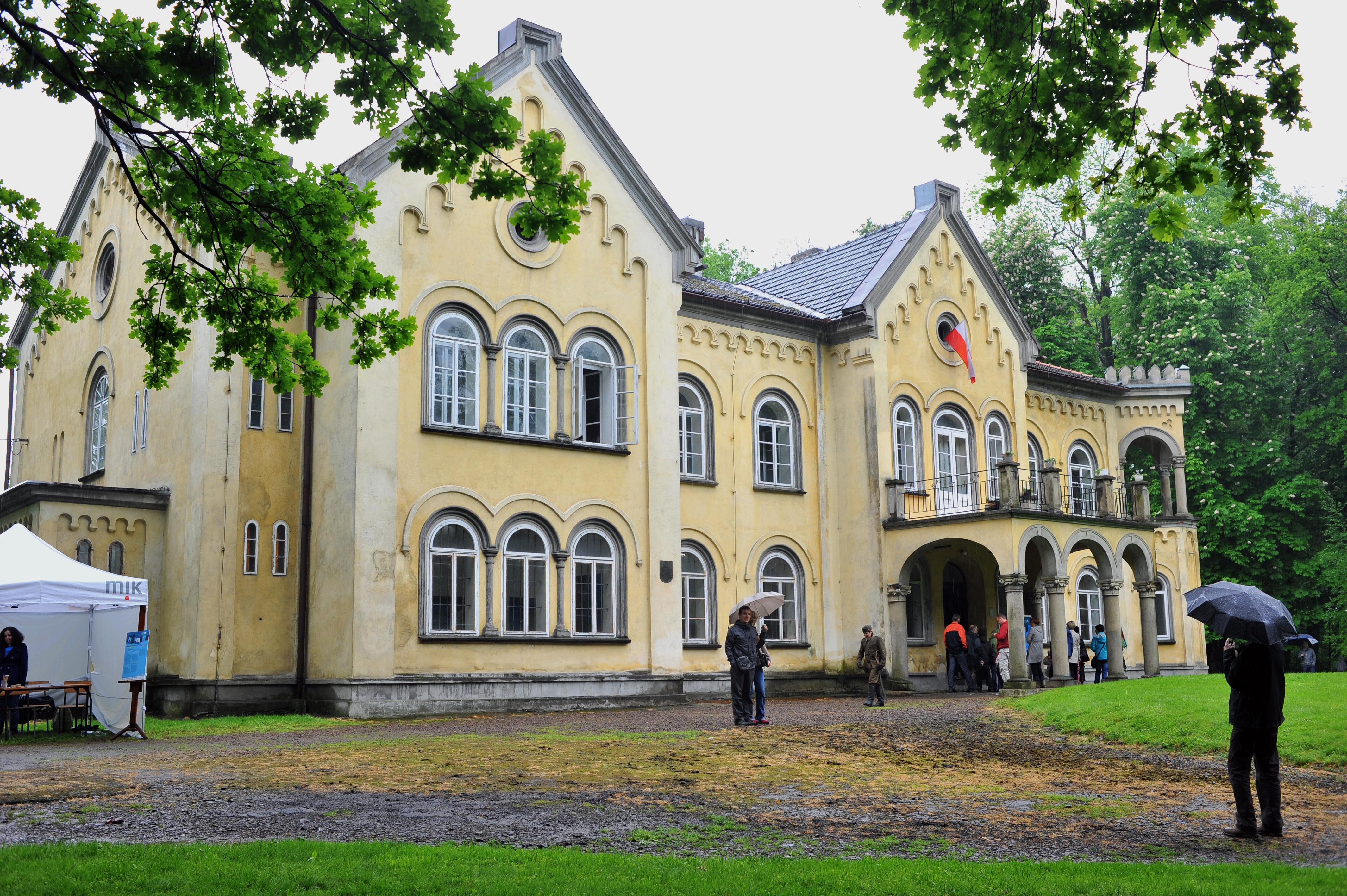
Herrenhaus in Ryczów